# ジョン・フーン
ジョン・フーン（Jhun Hoon、全勲）は、SNK（SNKプレイモア）の対戦型格闘ゲーム『ザ・キング・オブ・ファイターズ』シリーズに登場する架空の人物。
担当声優は一条和矢。『for GIRLS』では白井悠介。

## 概要
『ザ・キング・オブ・ファイターズ』（以下『KOF』と表記）シリーズの第6作目である『KOF'99』（以下『'99』と表記）から登場する韓国のテコンドー使い。
キム・カッファンと同門の武術家であり、ライバルでもある。韓国出身だが、日本の静岡県に在住している。
プラチナブロンドの髪を腰の辺りまで伸ばした美形の青年だが、その髪はファッションで染めているだけである。服装はタートルネックで袖無しのトップスに、裾に文様を施したテコンドーの道着のズボンを着用している。
『KOF'97』の試合中継による「更生について」を見て、キムの更生指導に対して「指導方法が古すぎる」「自分の指導方法の方が早く更生させることができる」と思い、『'99』のバックストーリーではキムに自分の考えたチャン・コーハンとチョイ・ボンゲの更生指導プランを持ちかける。
キムとは違って理論派で、チャン達の更生に関しても意見を対立させる。『'99』ではチャン、『KOF2000』（以下『2000』と表記）ではチョイの個別更生指導を担当している。
自分の苗字（全）を嫌う理由は「キム（金）より2画少ないから」とのこと。
クールな見た目に似合わず、アイドルオタクである。現役アイドルの中では特に麻宮アテナのファンで、アテナファンクラブの会員。ファンの集いに参加する時は白虎（ベクホー）というハンドルネームを名乗っている。彼に預けられた時のチャンとチョイは、コンサートに連れ回されたり、カラオケでアテナの曲ばかり歌わされたりと散々な憂き目に遭っている。これに関して2人は「キムの旦那の方がまだマシ」と述べている（後に後悔するハメになる）。
『KOF2001』のバックストーリーではアテナのコンサートに行く途中に交通事故に遭って、大会には不参加となった。『KOF2002』では無事に完治して、韓国ステージの背景に登場する。
『KOF2003』（以下『2003』と表記）では自分の方がキムより上であることを証明するためにKOFに復帰参戦する。『KOF XI』のアーケード版では出番が無かったが、家庭用移植版では追加ステージ（コンサート会場面）の背景に登場している。
『KOF NEOWAVE』ではキムと入れ替わりに、チャンとチョイと韓国チームを組むことになる。キムはジョンの裏キャラクターとして登場する。
『KOF2002 UNLIMITED MATCH』（以下『2002UM』と表記）では麟の更生と矢吹真吾の修行のために「ジョンチーム」を結成する。このチームの浮きっぷりはキムとチャンどころか、クリザリッドとオメガ・ルガールからも指摘されている。
『KOF XIV』には未登場だが、ガンイルのアテナに対する勝利メッセージにおいてジョンもガンイルの弟子である事が明かされる。
『KOF MAXIMUM IMPACT』シリーズには参戦していないが、キムのバックストーリーではチャンとチョイの面倒を見てほしいとキムから頼まれている。

## ゲーム上の特徴
一部の必殺技はキムと同じものを使うが、通常技は足技しか使わない。
また、「狙鷲陣」と「猟虎陣」という特殊な構え変更を持ち、これらの構えは使用するとジャンプやガードなどが不可能になる代わりに攻撃が強化される。

## 技の解説

### 通常投げ
反動撃（はんどうげき）
前に伸ばした足を相手に引っ掛けて引き寄せ、そのまま蹴り飛ばす。
回旋風（かいせんぷう）
足を相手に引っ掛け、反対側の地面へと叩き付ける。

### 特殊技
狙鷲撃（そしゅうげき）
『2000』で追加されたリーチの長いキック。ボタン押しっぱなしで「狙鷲陣」に移行する。
猟虎撃（りょうこげき）
いわゆるミドルキック。ボタン押しっぱなしで「猟虎陣」に移行する。
流滝蹴（りゅうろうしゅう）
空中踏み付け攻撃。

### 必殺技
満月斬（まんげつざん）
キムの「半月斬」に似た技。「半月斬」が180度回転しての足技であるのに対し、体を一回転して繰り出す。弱で出すと「猟虎陣」に移行する。
空砂塵（くうさじん）
キムも使用する上昇連続回し蹴り。弱で出すと「狙鷲陣」に移行する。
排氣撃（はいきげき）
足払いから衝撃波を出す技。弱で出すと「狙鷲陣」に移行する。
狙鷲陣（そしゅうじん）
鷲爪脚（しゅうそうきゃく）
足から衝撃波を出す。
太極破（たいきょくは）
前方キック。『2003』では「孤鷲破」と入れ替わりに削除された。
孤鷲破（こしゅうは）
『2003』で追加された踏み込み蹴り。

猟虎陣（りょうこじん）
飛虎撃（ひこげき）
小さくジャンプして、かかと落としを出す。
猛虎撃（もうこげき）
いわゆる足払い。
襲虎撃（しゅうこげき）
スライディングキック。
虎烈爪（これつそう）
『2003』で追加されたバク転キック。
太極避（たいきょくひ）
いわゆる攻撃避け。『2003』では削除された。

### 超必殺技
鳳凰裂爪脚（ほうおうれっそうきゃく）
衝撃波をまとった連続キックで蹴りまくる。
鳳凰天舞脚（ほうおうてんぶきゃく）
キムも使用する空中乱舞。
残光排氣撃（ざんこうはいきげき）
「排氣撃」を数回繰り出すMAX2。
全式・裂爪飛天脚（ぜんしき・れっそうひてんきゃく）
『2003』におけるリーダー超必殺技。「襲虎撃」から「空砂塵」を仕掛ける連係攻撃。

### ストライカー動作
伏虎襲撃（ふっこしゅうげき）
ダッシュして「飛虎撃」を仕掛ける。『2000』ではダッシュ中に相手が触れると「空砂塵」を仕掛ける。

## 関連人物
- キム・カッファン - 同門、ライバル
- チャン・コーハン - 更生対象
- チョイ・ボンゲ - 更生対象
- メイ・リー - 『KOF2001』における自分の代理、キムの弟子
- 麻宮アテナ - 好きなアイドル
- 麟 - 『KOF2002UM』におけるチームメイト、更生対象
- 矢吹真吾 - 『KOF2002UM』におけるチームメイト、修行相手
- ガンイル - 師匠
- ルオン - 師匠の女友達